# Гесперидин
Гесперидин — це флаваноновий глікозид, який міститься у цитрусових. Його аглікон називається гесперетин. Його назва походить від слова "hesperidium" — так називається плід цитрусових, зі шкірки котрих можна отримувати гесперидин. 
Гесперидин вперше був виділений у 1828 році французьким хіміком Лебретоном з білого внутрішнього шару цитрусових шкірок (мезокарп, альбедо). 
Вважається, що гесперидин відіграє певну роль у захисті рослин. 

### Rutaceae
- 700–2500 ppm в плодах Citrus aurantium L. — гіркий апельсин.[4]
- в апельсиновому соку (Citrus sinensis)
- у Zanthoxylum gilletii [5]
- в лимоні [6]
- у лаймі
- у листках Agathosma serratifolia

### Lamiaceae
М'ята містить гесперидин.
Caprifoliaceae
Мласкавець салатний, або ж Польовий салат також містить геспередин.

## Метаболізм
Гесперидин 6-О-альфа-L-рамнозил-бета-D-глюкозидаза, фермент, який використовує гесперидин та H2O для отримання гесперетину та рутинози, було знайдено у видів Ascomycetes.